# Vĩnh Phong, Cát An

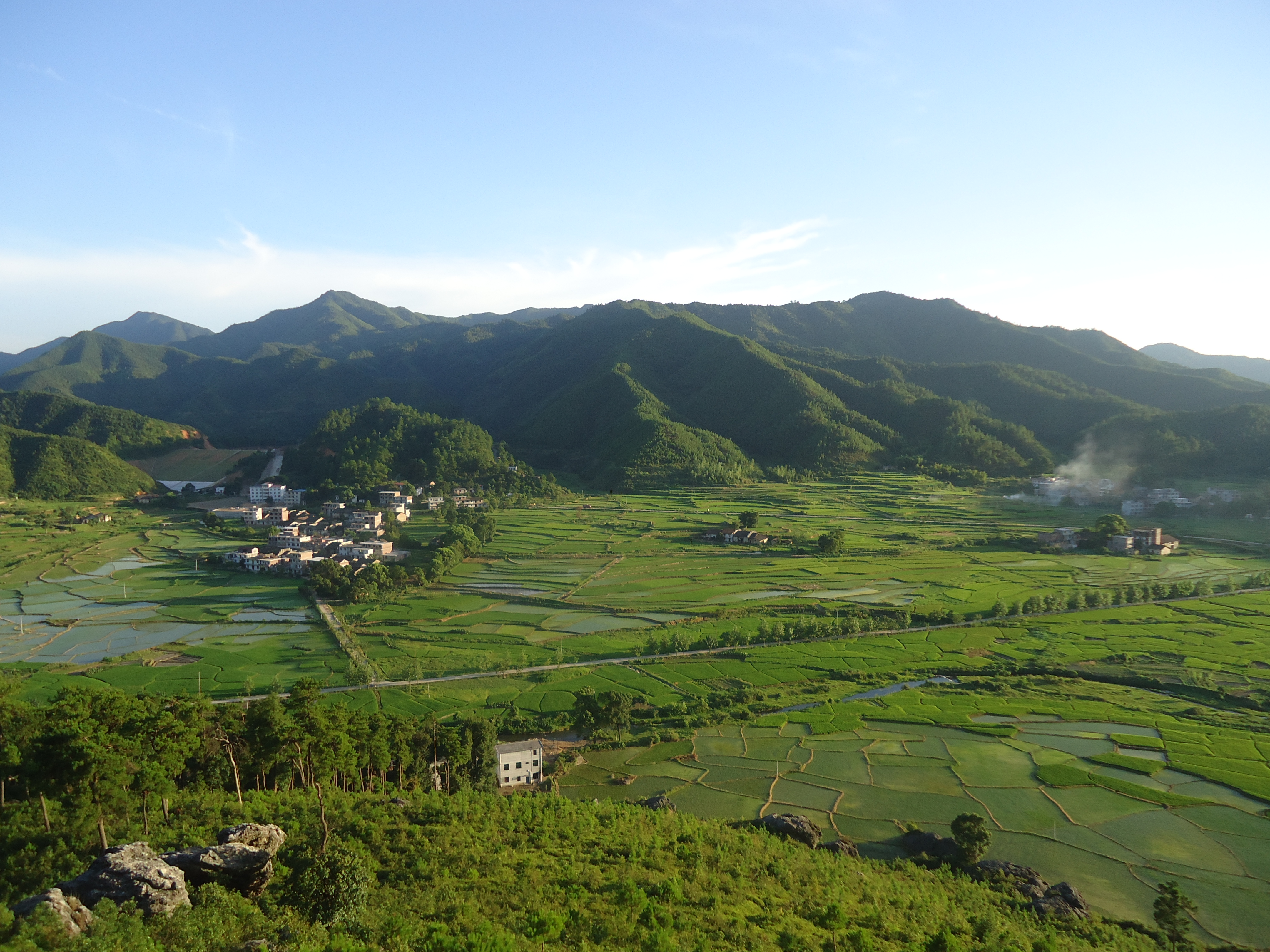
Phong cảnh Vĩnh Phong

Vĩnh Phong (chữ Hán giản thể: 永丰县, âm Hán Việt: Vĩnh Phong huyện) là một huyện thuộc địa cấp thị Cát An, tỉnh Giang Tây, Cộng hòa Nhân dân Trung Hoa. Huyện này có diện tích 2695 ki-lô-mét vuông, dân số năm 1999 là 394.356 người..Mã số bưu chính là 331500, mã vùng điện thoại 0796. Chính quyền huyện đóng ở trấn Ân Giang. 

## Hành chính
Vĩnh Phong được chia ra làm 21 đơn vị hành chính cấp hương, gồm 8 trấn, 12 hương và 1 hương dân tộc. Ngoài ra huyện này còn quản lí 3 đơn vị tương đương cấp hương khác
- Trấn: Ân Giang (恩江镇), Khanh Điền (坑田镇), Duyên Pha (沿陂镇), Cổ Huyện (古县镇), Dao Điền (瑶田镇), Đằng Điền (藤田镇), Thạch Mã (石马镇), Sa Khê (沙溪镇)
- Hương: Tá Long (佐龙乡), Bát Giang (八江乡), Đàm Thành (潭城乡), Lộc Cương (鹿冈乡), Thất Đô (七都乡), Đào Đường (陶唐乡), Trung Thôn (中村乡), Thượng Khê (上溪乡), Đàm Đầu (潭头乡), Tam Phường (三坊乡), Thượng Cố (上固乡), Quân Phụ (君埠乡)
- Hương dân tộc của người Xa: Long Cương (龙冈畲族乡)

Đơn vị ngang cấp hương khác
- Khu công nghiệp huyện Vĩnh Phong (永丰县工业园区)
- Khu khai khẩn La Phố (罗铺垦殖场)
- Lâm trường Quan Sơn (官山林场)